# Esfuerzo residual

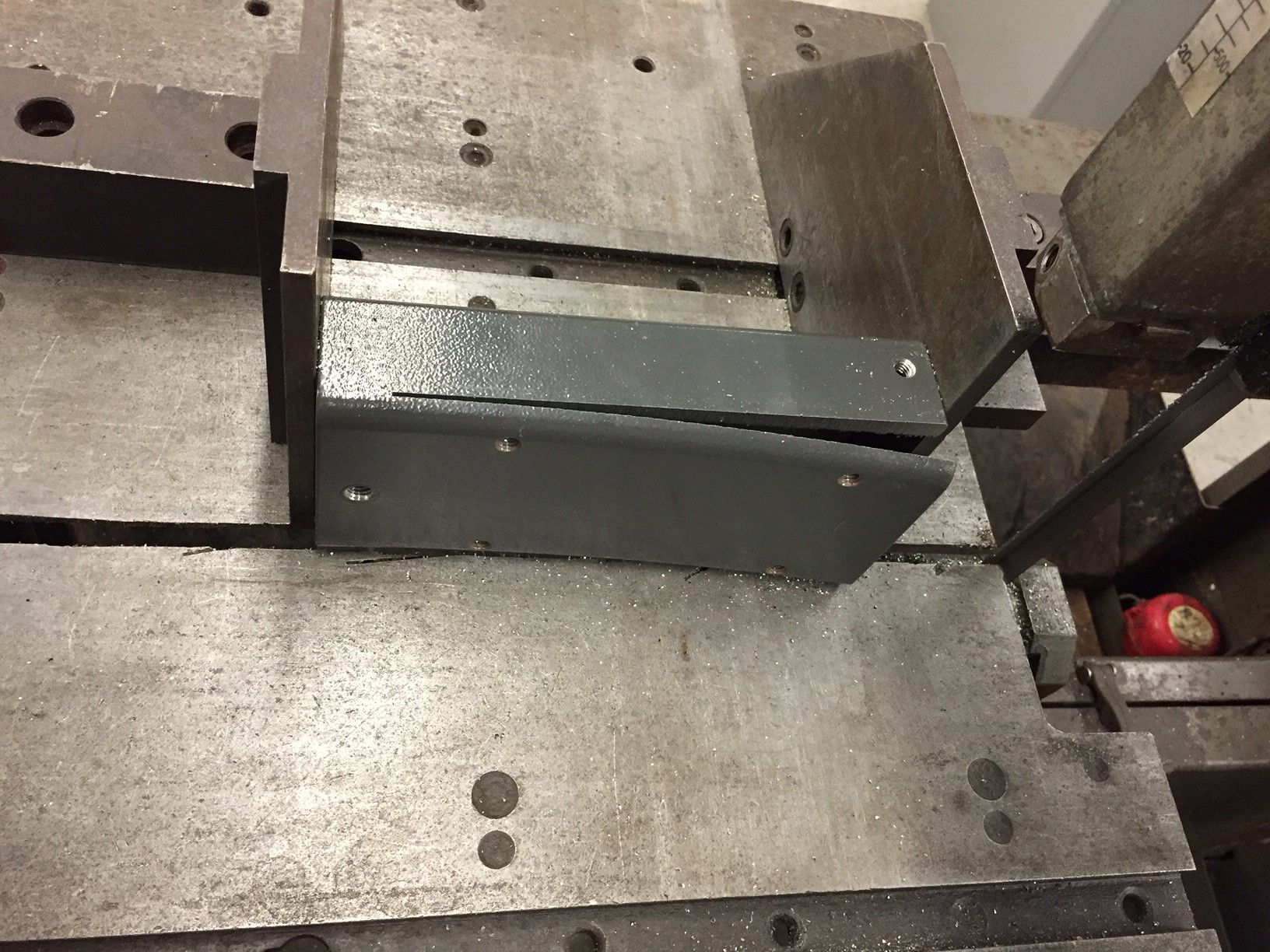
El esfuerzo residual de una sección estructural hueca formada por un rodillo hace que se abra cuando es cortada con una cierra de cinta.

Las tensiones residuales son tensiones que quedan en un material sólido después de que la causa que produce dichas tensiones haya cesado. Estos tensiones residuales pueden ser deseables o indeseables. Por ejemplo, la escritura láser genera tensiones de compresión residuales que muchas veces son beneficiosas y sobre metales, como los álabes de turbina de un motor de reacción o de un generador. También se generan tensiones de compresión sobre la superficie de los vidrios para mejorar su resistencia (pantallas de vidrio finas, resistentes a los arañazos y grietas usadas en los teléfonos inteligentes). Sin embargo, las tensiones residuales no deseadas en algunas estructuras pueden causar que se produzca un fallo prematuramente.
Las tensiones residuales pueden producirse por distintos mecanismos incluyendo deformaciones plásticas, gradientes de temperatura (durante tratamientos térmicos) o cambios estructurales (transformaciones de fase). El calor de la soldadura puede causar expansión localizada, la cual es absorbida durante el soldado por el metal fundido o la localización de las partes siendo soldadas. Cuando la soldadura finalizada se enfría, algunas áreas se enfrían y contraen más que otras, dejando esfuerzos residuales. Otro ejemplo ocurre durante la fabricación de semiconductor y de microsistemas [1] cuando los materiales delgados de película con propiedades térmicas y cristalinas diferentes son depositadas secuencialmente bajo diferentes condiciones de procesos. La variación de esfuerzos a través de una pila de materiales de películas puede ser muy compleja y puede variar entre esfuerzos de compresión y tensión de capa a capa.

## Aplicaciones
Mientras que las tensiones residuales no controladas pueden ser indeseadas, algunos diseños se apoyan en ellas. En particular, los materiales frágiles puede endurecerse mediante tensiones residuales compresivas, como en el caso del vidrio endurecido y el concreto pretensado. El mecanismo predominante para el fallo en materiales frágiles es la fractura frágil, la cual empieza con una formación inicial de grietas. Cuando se aplica al material una fuerza de tracción externa, en el interior de la grieta se produce una concentración de tensiones, incrementándose los tensiones de tracción localmente en ese punto por encima de la media del material. Esto causa que la grieta inicial se alargue rápidamente, propagándose mientras el material que circunda la fisura o grieta está solicitado en exceso por la concentración de tensiones, lo que lleva a la fractura del material.
En un material que tiene tensiones residual de compresión se puede prevenir la fractura frágil porque la grieta inicial se forma bajo esfuerzo compresivo (tensión negativa). Para causar una fractura frágil por la propagación de la grieta de la grieta inicial, el tensión asociada a fuerzas externas adicionales debe sobrepasar la tensión residual compresiva antes de que las puntas de la grieta experimenten suficiente esfuerzo a tensión para propagarse.
La manufactura de muchas espadas utiliza un gradiente en la formación de la martensita para producir ejes particularmente fuertes (notablemente en las katanas). La diferencia en la tensión residual entre el eje de corte más duro y la parte posterior más suave de la espada le da a esas espadas su curvatura característica.

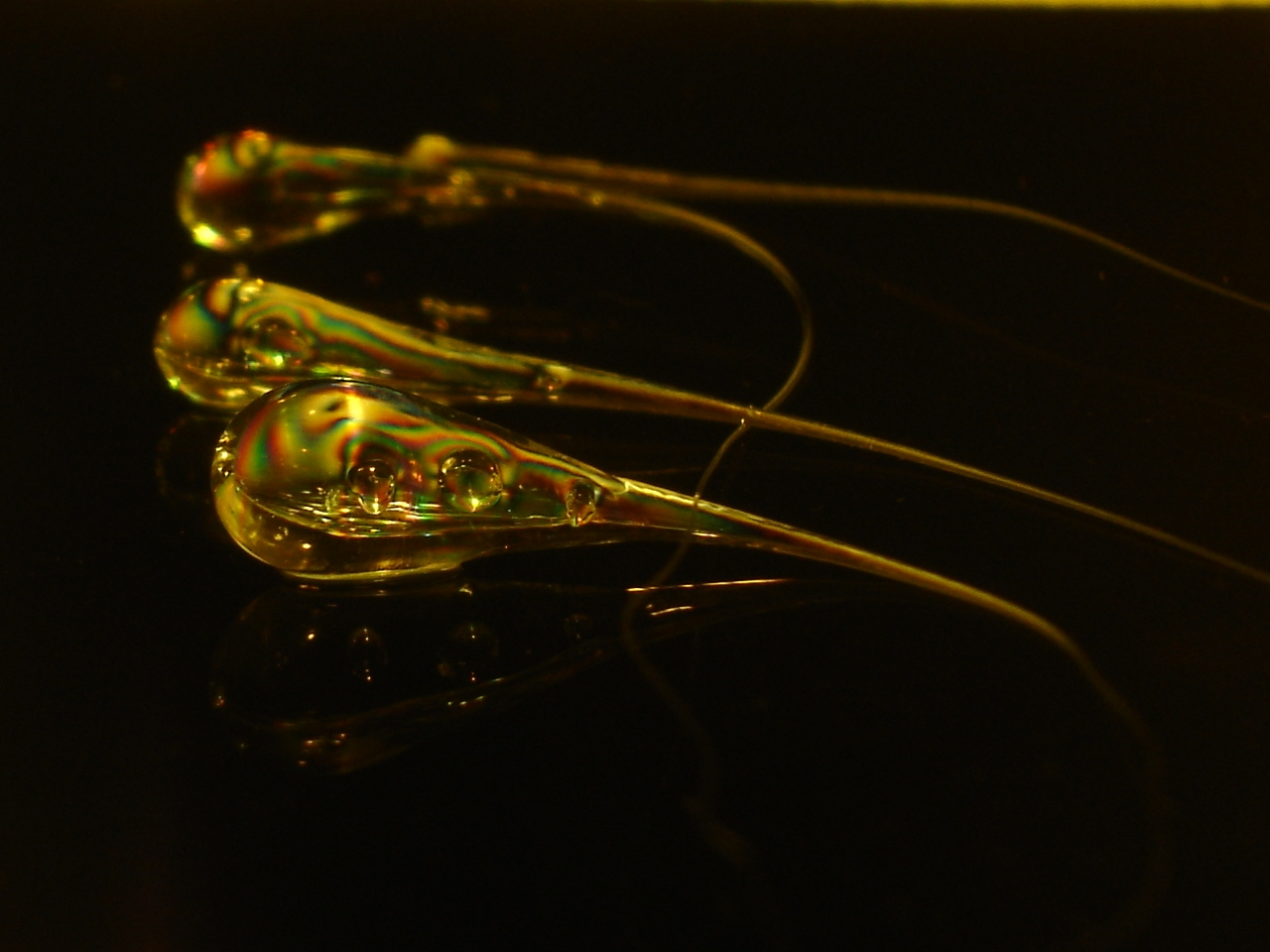
Gotas del príncipe Ruperto.

En vidrio endurecido, las tensiones de compresión son inducidas en la superficie del vidrio. Debido a las tensiones residuales de compresión en la superficie, el vidrio endurecido es más resistente a las grietas, pero se rompe en pequeños fragmentos cuando la superficie exterior se rompe. Una demostración del efecto se muestra por las gotas del Príncipe Ruperto, un material novedoso en el cual un glóbulo de vidrio fundido es saciado en agua: Debido a que la superficie externa se enfría y se solidifica primero, cuando el volumen se enfría y solidifica, quiere tomar un volumen más pequeño que el que la "piel" externa ya ha definido, esto pone mucho del volumen en tensión, empujando la "piel" en compresión. Como resultado, el glóbulo sólido es extremadamente duro, capaz de ser golpeado con un martillo, pero si su cola larga se rompe, el balance de fuerzas se modifica, causando que la pieza entera se fragmente violentamente.
En ciertos tipos de barriles de armas hechos con dos tubos forzados juntos, el tubo interno se comprime mientras el tubo externo se expande, previniendo que se abran las grietas en el rayado cuando se dispara el arma.

## Fallo prematuro

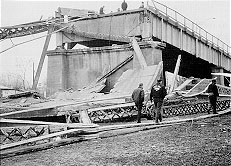
El Puente "Silver Bridge" tras su colapso, visto desde el lado de Ohio

Las aleaciones obtenidas por colada también pueden tener tensiones residuales debido al enfriamiento desigual entre el interior y la parte más externa. Los esfuerzos residuales pueden fallar de form prematura, y según algunos estudios fue probablemente el factor que provocó  el colapso de "Silver Bridge" en Virginia, Estados Unidos en diciembre de 1967. Las uniones fueron fabricadas por colada, lo que provocó grandes tensiones residuales y motivó el crecimiento de grietas. Cuando las grietas alcanzaron el tamaño crítico produjo que toda la estructura empezó a fallar en cadena. Debido a que la estructura falló en menos de un minuto, 46 conductores y pasajeros que circulaban en carros sobre el puente en ese momento murieran cuando la vía suspendida cayó al río.

## Tensiones residuales de compresión

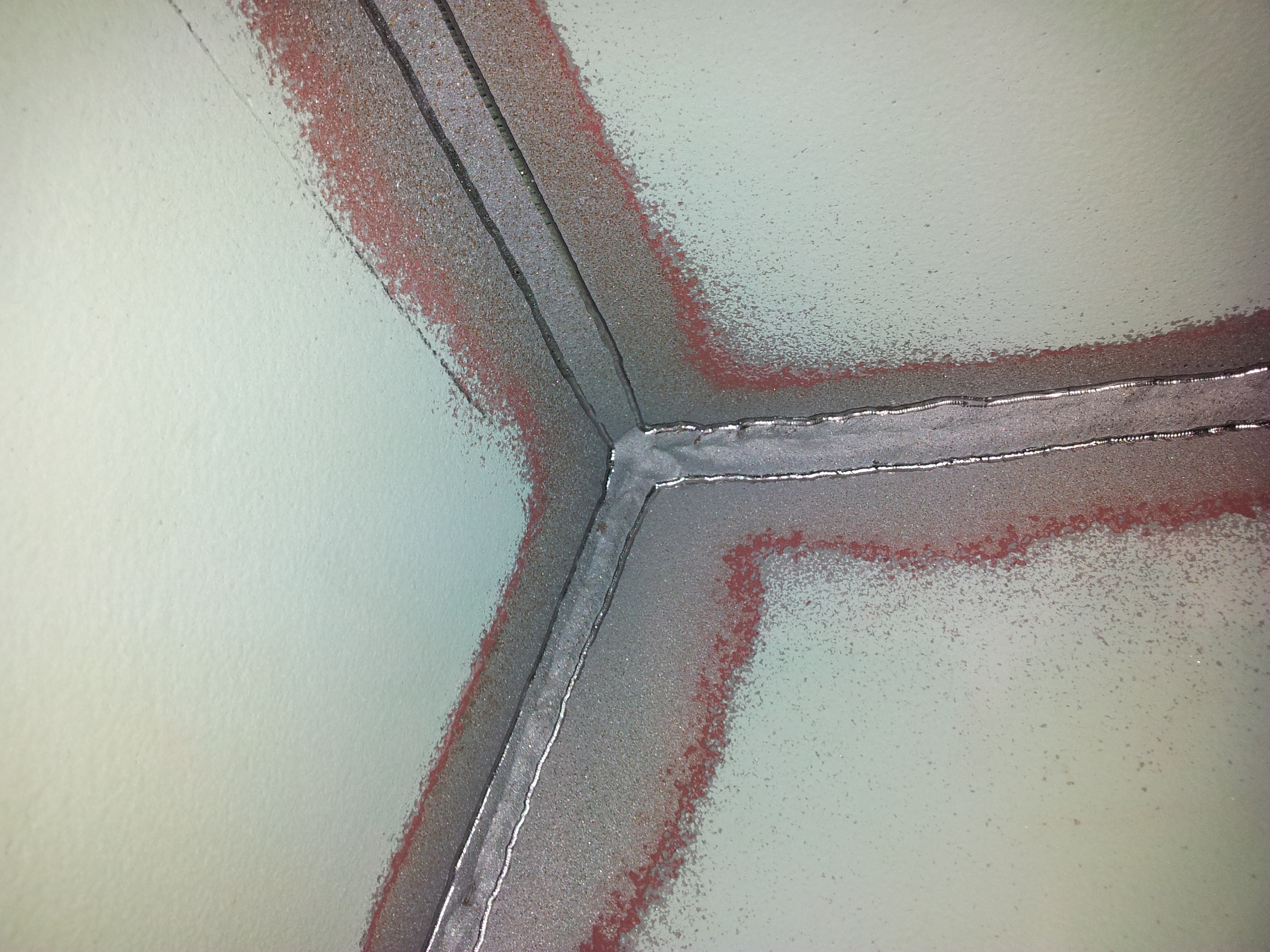
Ejemplos de un ensamblaje tratado HiFIT.

Algunos métodos comunes para inducir tensiones residuales de compresión son el granallado para superficies y el tratamiento de impacto a alta frecuencia para soldar los pies. La profundidad hasta la que siguen existiendo tensiones residuales de compresión varía dependiendo del método. Ambos métodos pueden incrementar la vida útil de la construcción significativamente.

## Creación de tensiones residuales
Hay algunas técnicas las cuales son usadas para crear tensiones residuales uniformes en una viga. Por ejemplo, la curva de cuatro puntos permite insertar esfuerzos residuales mediante la aplicación de una carga en una viga usando dos cilindros.

## Técnicas de medición

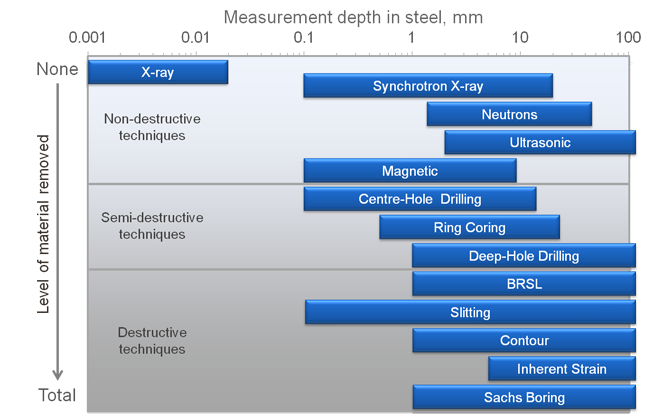
Un diagrama comparando las técnicas de medición de esfuerzos residuales, mostrando la escala de longitud de medición, penetración y nivel de destrucción de los componentes medidos.

### Visión general
Hay muchas técnicas usadas para medir tensiones residuales, las cuales son en general categorizadas en destructivas, semi-destructivas y no destructivas. La selección de la técnica depende de la información requerida y la naturaleza del espécimen de medida. Algunas factores incluyen la profundidad / penetración de la medida (superficie o espesor total), la escala de longitud a ser medida (macroscópica, mesoscópica y microscópica), la resolución de la información requerida y también la geometría de composición y localización del espécimen. Adicionalmente, algunas de las técnicas necesitan ser realizadas en instalaciones de laboratorio especializadas, lo que significa que las medidas "en sitio" no son posibles para todas las técnicas.    

### Técnicas destructivas
Las técnicas destructivas resultan en largos e irreparables cambios estructurales al espécimen, lo que significa que ya sea el espécimen no puede regresar a servicio o una maqueta o repuesto debe ser usado.  Estas técnicas funcionan usando un principio de "liberación de deformación" cortando el espécimen medido para relajar el esfuerzo residual y luego medir la forma deformada. Mientras estas deformaciones son usualmente elásticas, hay una relación lineal explotable entre la magnitud de la deformación y la magnitud del esfuerzo residual liberado. Las técnicas destructivas incluyen:
- Método de contorno: mide la tensión residual en una sección plana 2D a través de una muestra, en una dirección uniaxial normal a una superficie cortada a través de la muestra con electroerosión por hilo.
- Corte longitudinal (cumplimiento de grietas): [6] mide la tensión residual a través del grosor de una muestra, en una "ranura" normal a una cortada.
- Bloque de eliminación / división / capas [7]
- Sach´s Boring [8]

### Técnicas semi destructivas
Similarmente a las técnicas destructivas, estas también funcionan usando el principio de "liberación de deformación". Sin embargo, ellas remueven únicamente una pequeña cantidad de material, dejando la integridad general de la estructura intacta. Estas incluyen:  
- Perforación de hoyo profundo [9]: mide los esfuerzos residuales a través del espesor de un componente mediante la relajación de loes esfuerzos en un "núcleo"  rodeando un pequeño diámetro de hoyo perforado.
- Perforación de hoyo central [10]: mide el esfuerzo residual cerca a la superficie mediante la relajación de deformación correspondiente a un pequeño hoyo perforado superficialmente con un rosetón extensométrico. El hoyo central de la perforación es apropiado para una profundidad de 4 mm. Alternativamente, una perforación a ciegas puede ser hecha en el campo para un ensayo en sitio.
- Núcleo de anillo [11]: similar a la perforación de hoyo central, pero con una penetración mayor y con el corte hecho alrededor del rosetón extensométrico en vez de a través del centro.

### Técnicas no destructivas
Las técnicas no destructivas miden los efectos de las relaciones entre los esfuerzos residuales y sus acciones de propiedades cristalográficas del material medido. Algunos de estos trabajan mediante la medición de la radiación electromagnética de difracción de alta frecuencia  a través de un espaciado reticular atómico (el cual ha sido deformado debido al esfuerzo) relativo a la muestra sin esfuerzo. Las técnicas ultrasónicas y magnéticas explotan las propiedades acústicas y ferromagnéticas de los materiales para realizar medidas relativas de esfuerzo residual. El sistema eStress usa un sistema de medición electromagnética. Las técnicas no destructivas incluyen:   
- Difracción de neutrón: una técnica probada que puede medir a través del espesor pero la cual requiere una fuente de neutrones (como un reactor nuclear).
- Difracción Sincrotrón
- Difracción de Rayos X: una técnica superficial limitada con penetración de unos pocos cientos de micrones solamente.
- Ultrasónica: un proceso experimental aún en proceso.
- Magnético: puede ser usado con muestras de dimensiones limitadas.
- eStress: el sistema eStress es un sistema basado en electromagnetismo para medición del esfuerzo residual a través del espesor en una variedad de metales, las medidas de eStress pueden ser realizadas donde sea y pueden penetrar a través de varias pulgadas del metal, evitando las limitaciones de los demás métodos mencionados. Los ensayos de difracción de neutrones en combinación con el eStress confirman la exactitud del sistema eStress, el cual puede ser aplicado a metales de todas clases. Las mediciones se toman donde sea desde 1-20 segundos por localización, permitiendo mediciones de cualquier ubicación en un día dado.

## Liberación del esfuerzo residual
Cuando un esfuerzo residual no deseado está presente desde antes de las operaciones del trabajo del metal, la cantidad de esfuerzo residual puede ser reducida usando distintos métodos. Estos métodos puede ser clasificados en térmicos y mecánicos (o no térmicos). [12] Todos estos métodos incluyen procesamiento de las partes para ser liberadas del esfuerzo como un todo.  

### Método térmico
El método térmico incluye el cambio de temperatura de la parte entera uniformemente, ya sea a través de calentamiento o enfriamiento. Cuando las partes se calientan para la liberación de esfuerzo, el proceso también puede ser llamado como horneado de liberación de esfuerzo. [13] Las partes enfriadas para la liberación de esfuerzo son llamadas como liberación de esfuerzo criogénico y no es relativamente común.    

#### Horneado de liberación de esfuerzo
Muchos metales, cuando se calientan, experimentan una reducción del esfuerzo del límite elástico. Si el límite elástico del material es disminuido lo suficiente por calentamiento, las localizaciones dentro del material que experimentaron esfuerzos residuales más grandes que el límite elástico (en el estado de calentamiento) podrán ceder o deformarse. Esto deja el material con esfuerzos residuales que son tan altos como el límite elástico del material en su estado caliente.   
La liberación de esfuerzo no debe ser confundida con recocido o templado, las cuales son tratamientos de calentamiento para incrementar la ductilidad de un metal. Aunque estos procesos también incluyen el calentamiento del material a temperaturas altas y la reducción de esfuerzos residuales, también incluyen un cambio de las propiedades metalúrgicas, lo cual puede ser indeseable.   
Para ciertos materiales como acero de baja aleación, se debe tener cuidado durante el horneado de liberación de esfuerzo para no exceder la temperatura a la cual el material alcanza su dureza máxima (Ver Temple en aceros aleados)    

#### Esfuerzos liberados criogénicamente
La liberación de esfuerzo criogénica incluye colocar el material (usualmente acero) en un ambiente criogénico como nitrógeno líquido. En este proceso, el material a ser liberado de esfuerzo puede ser enfriado a una temperatura criogénica por un periodo largo, luego lentamente traído devuelta a una temperatura ambiente.   

### Métodos no térmicos
Métodos mecánicos para liberar esfuerzos de tensión superficiales no deseables y reemplazarlos con esfuerzos residuales de compresión beneficiosos incluyen shot peening y laser peening. Cada una trabaja la superficie del material con un media: shot peening típicamente usa un material de vidrio o metal; el laser peening usa vigas de luz de alta intensidad para inducir una onda de choque que se propaga profundamente en el material.   

## Más información
- Hosford, William F. 2005. "Residual Stresses." In Mechanical Behavior of Materials, 308–321. Cambridge University Press. ISBN 978-0-521-84670-7
- Cary, Howard B. and Scott C. Helzer (2005).  Modern Welding Technology.  Upper Saddle River, New Jersey: Pearson Education.  ISBN 0-13-113029-3.
- Schajer, Gary S. 2013. Practical Residual Stress Measurement Methods. Wiley. ISBN 978-1-118-34237-4
- Kehl, J.-H., Drafz, R., Pape, F. and Poll, G. 2016. Simulative investigations of the influence of surface indentations on residual stresses on inner raceways for roller element bearings, International Conference on Residual Stresses 2016 (Sydney), DOI: 10.21741/9781945291173-69